# Nowator Chmielnicki
Nowator Chmielnicki (ukr. Волейбольний Клуб «Новатор» Хмельницький, Wołejbolnyj Kłub „Nowator” Chmelnyćkyj) – ukraiński męski klub piłki siatkowej z siedzibą w Chmielnickim, występujący w siatkarskiej Superlidze Siatkarzy Ukrainy.

## Historia
Chronologia nazw:
- 1999–...: Nowator Chmielnicki (ukr. «Новатор» Хмельницький)

Klub siatkarski Nowator Chmielnicki został założony w 1999 roku.
W sezonach 2003/04, 2004/05, 2007/08 drużyna zajęła 2.miejsce w Wyższej Lidze. W sezonie 2010/11 klub zajął 1.miejsce w Wyższej Lidze awansował do Ukraińskiej Superlihi Siatkarzy.

## Sukcesy
Sukcesy krajowe
- Mistrzostwo Ukrainy:
  - 3 miejsce (1x): 2017/18
- Puchar Ukrainy:
  - 2 miejsce (1x): 2011
  - półfinalista (1x): 2018

## Hala
Drużyna rozgrywa swoje mecze w Hali FOK Nowator, znajdującej się przy ul. Ternopilska 13/4 w Chmielnickim.

## Trenerzy
- Roman Kowalczuk (m.in w 2016)[2]